# Tornberg (släkt)
Tornberg är en svensk släkt känd som präster, köpmän och tjänstemän i Tornedalen, Lappland och Norra Österbotten.

## Historia
Nicolaus Nicolai Ulopolitanus (1605-1676), som representerade en köpmansfamilj från Uleåborg, anses vara släktens grundare. Familjemedlemmar har varit inflytelserika som präster, köpmän och tjänstemän, t.ex. Tornedalen, Kautokeino och Kuusamo. I Kautokeino bär släktens ättlingar namnet Tornensis.
År 1991 bildades Tornbergin Sukuseura RY (Tornbergs Släktförening) i Kuusamo, östra Finland, för att förena och bevara släktens historia och arv. 

## Familj symbol
I rött fält bildade en av en dentikel, med tre spetsar under, ginstam av guld. I det röda fältet en viftande stråle av silver överskriden av en svart spjutspets. Rött hjälmskydd fodrat med silver.

## Personer ur släkten
- Anders Nicolai Tornensis (1625-1705), präst
- Johannes Nicolai Tornberg (1640-1717), kyrkoherde i Jukkasjärvi
- Johannes Johanni Tornberg (1670-1751), kyrkoherde i Jukkasjärvi
- Isak Johansson Tornberg (1677-1743), präst
- Henrik Johansson Tornberg (1678-1743), präst
- Isak Isaksson Tornberg (1721-1786), präst
- Sigfrid Henriksson Tornberg (1722-1801), köpman
- Tomi Tornberg, kyrkoherde i Malax församling
- Stefan Tornberg (1957), riksdagsledamot
- Johan Tornberg (1973), ishockeytränare, sportkommentator och ishockeyspelare